# Unterseeboot 530
L'Unterseeboot 530 (ou U-530) est un sous-marin allemand utilisé par la Kriegsmarine pendant la Seconde Guerre mondiale.

## Historique
Après sa formation à Stettin dans la 4. Unterseebootsflottille jusqu'au 28 février 1943, l'U-530 est affecté à une unité de combat à la base sous-marine de Lorient dans la 10. Unterseebootsflottille. À la suite de l'avancée des forces alliées en France et pour éviter sa capture, il rejoint la 33. Unterseebootsflottille à Flensbourg le 1er octobre 1944.
Le 29 décembre 1943, l'U-530 est contraint de retourner à sa base après avoir été éperonné par le pétrolier Esso Buffalo.
L'avant-dernière patrouille de l'U-530 a consisté à rejoindre le sous-marin japonais I-52 au large de Trinidad pour lui remettre un détecteur de radar Naxos avec deux opérateurs et un navigateur allemand pour l'aider à rejoindre l'Europe avec sa cargaison d'or et de matériels stratégiques.
L'U-530 ne s'est pas rendu, comme l'avait ordonné l'amiral Karl Dönitz, lors de la reddition de l'Allemagne ; il s'est dirigé vers l'Argentine, où il a touché Mar del Plata le 10 juillet 1945, soit environ cinq semaines avant le sous-marin U-977, qui arrivera le 17 août 1945. L'équipage y est interné.
Un journaliste a émis l'hypothèse que l'U-530, alors commandé par Otto Wermuth, aurait pu convoyer en Amérique latine des hauts dignitaires du régime nazi, dont Adolf Hitler. Cette hypothèse est infondée.
Le U-530 est transféré aux États-Unis pour des essais. Il est coulé comme cible le 28 novembre 1947 par une torpille du sous-marin américain USS Toro (SS-422).

## Affectations successives
- 4. Unterseebootsflottille du 14 octobre 1942 au 28 février 1943
- 10. Unterseebootsflottille du 1er mars 1943 au 30 septembre 1944
- 33. Unterseebootsflottille du 1er octobre 1944 au 8 mai 1945

## Commandement
- Kapitänleutnant Kurt Lange du 14 octobre 1942 à janvier 1942
- Oberleutnant Otto Wermuth de janvier 1942 au 10 juillet 1945

## Navires coulés
L'U-530 a coulé 2 navires marchands pour un total de 12 063 tonneaux et endommagé un navire marchand de 10 195 tonneaux au cours des 7 patrouilles qu'il effectua.
| Date             | Nom         | Nationalité | Tonnage (GRT) | État      |
| ---------------- | ----------- | ----------- | ------------- | --------- |
| 9 mars 1943      | Milos       | Suède       | 3 058         | Coulé     |
| 5 avril 1943     | Sunoil      | USA         | 9 005         | Coulé     |
| 26 décembre 1943 | Chapultepec | USA         | 10 195        | Endommagé |

## Sources
- (en) Cet article est partiellement ou en totalité issu de l’article de Wikipédia en anglais intitulé « German submarine U-530 » (voir la liste des auteurs).

1. ↑  (en) « ARGENTINA : U-530 », sur TIME.com (consulté le 21 septembre 2020).

Autre :
- U-530 sur Uboat.net